# (100201) 1994 FD
(100201) 1994 FD es un asteroide perteneciente al cinturón de asteroides, descubierto el 19 de marzo de 1994 por Robert H. McNaught desde el Observatorio de Siding Spring, Nueva Gales del Sur, Australia.